# De què són fetes les nenes petites?
"De què són fetes les nenes petites?" (títol original en anglès "What Are Little Girls Made Of?") és el setè episodi de la primera temporada de la sèrie de televisió de ciència-ficció estatunidenca Star Trek. Escrit per Robert Bloch i dirigit per James Goldstone, es va emetre per primera vegada el 20 d'octubre de 1966.
A l'episodi, la infermera Chapel cerca el seu promès perdut i descobreix el seu pla secret per crear androides sofisticats per a la conquesta galàctica.
El primer episodi de la sèrie que es repetirà a NBC, el títol de l'episodi està extret de la quarta línia de la cançó infantil del segle XIX "What Are Little Boys Made Of?"

## Argument
L'USS Enterprise, viatja al planeta gelat Exo-III per buscar l'exobiòleg Dr. Roger Korby. Korby era el promès de l'assistent temporal del Dr. McCoy, la infermera Christine Chapel, que va signar a l'Enterprise per buscar en Korby.
A petició d'en Korby, Kirk i Chapel es dirigeixen sols a l'entrada d'una caverna, però en Korby no hi és per trobar-los. En trobar-ho sospitós, en Kirk fa baixar dos oficials de seguretat des de l'Enterprise. A un se li demana que es quedi a l'entrada i vigila, i l'altre acompanya Kirk i Chapel. Els tres comencen a baixar a un sistema de coves. En passar per un avenc profund, l'agent de seguretat desapareix. Poc després, es troben amb l'ajudant de Korby, el Dr. Brown. Chapel el reconeix però es sorprèn que l'home no la recordi. Brown els assegura que l'agent de seguretat va caure per accident, i els tres continuen endavant. Kirk es posa en contacte amb l'altre oficial de seguretat i li diu que contacti amb l'Enterprise per obtenir reforços, però una estranya criatura mata l'oficial abans que tingui l'oportunitat. Mentrestant, Kirk, Chapel i Brown troben en Korby, que els diu que les coves van ser abandonades per una raça extinta. Korby mostra la maquinària de Kirk i Chapel que crea androids. Amb l'ajuda d'en Ruk, un androide que encara funciona de l'època dels habitants originals, en Korby ha creat més androides, un d'ells és una bella dona que anomena "Andrea". Brown també és un androide. També es revela que Ruk havia matat els agents de seguretat.
Korby crea un duplicat androide de Kirk mentre Chapel mira. A mesura que la personalitat de Kirk està impresa a l'androide, el Kirk real s'imagina insultant a Spock com un "mestís". Korby fa enviar el Kirk duplicat a bord de l' Enterprise amb ordres d'identificar un planeta adequat per crear més androides. Quan Spock qüestiona les ordres del Kirk-androide, repeteix l'insult que Kirk havia fet servir. Spock, adonant-se que no és Kirk, forma un equip de seguretat per seguir el Kirk-androide de tornada a Exo-III. Andrea es troba amb el Kirk-androide quan torna al planeta, i pensant que és el Kirk real, el destrueix quan es nega a besar-la.
El veritable Kirk convenç en Ruk que Korby és una amenaça per a la seva existència. Ruk comença a recordar l'enfrontament entre els "Antics" i els androides que va provocar la desaparició de la seva civilització fa segles. Korby entra, i Ruk s'enfronta a ell, però Korby destrueix Ruk amb un faser. Poc després, en una lluita amb Kirk, li aixeca la pell de la mà a Korby, revelant que ell també és un androide.
Ara es revela que en Korby, morint de congelació, havia transferit la seva ment a un cos androide. Demana a Chapel que cregui que segueix sent el mateix home, però Chapel el rebutja pel que s'ha fet a si mateix. Andrea, adonant-se que estima en Korby, li fa un petó i, desesperat, en Korby dispara l'arma d'Andrea entre la parella que s'abraça, destruint-los a tots dos.
Spock arriba amb la força de seguretat, però descobreix que la crisi ha passat. Quan Spock pregunta sobre el parador del Dr. Korby, Kirk respon: "El Dr. Korby... mai va ser aquí". Chapel decideix quedar-se amb l' Enterprise i acabar el seu servei. Spock li diu a Kirk la seva consternació d'utilitzar el terme "mestís" per advertir que alguna cosa estava malament. El capità diu que ho recordarà si es troba en una "situació semblant".

## Repartiment i doblatge al català
La sèrie va ser doblada al català pels estudis Tecni-3 (primera part) i Diálogo (segona part) i emesa a TV3 l’any 1989. Els dobladors de l'episodi foren:
| Personatge                | Actor/actriu      | Veu en català                      |
| ------------------------- | ----------------- | ---------------------------------- |
| James T. Kirk             | William Shatner   | Jordi Boixaderas                   |
| Spock                     | Leonard Nimoy     | Isidre Sola i Llop                 |
| Montgomery Scott 'Scotty' | James Doohan      | Joan Carles Gustems Domènec Farell |
| Hikaru Sulu               | George Takei      | Jaume Nadal Enric Cusí             |
| Christine Chapel          | Majel Barrett     | Ana Maria Mauri Rosa Gavin         |
| Janice Rand               | Grace Lee Whitney | Mercè Arànega                      |
| Dr Roger Korby            | Michael Strong    | Claudi Garcia                      |
| Andrea                    | Sherry Jackson    | Núria Mediavilla                   |
| Ruk                       | Ted Cassidy       | Enric Arquimbau                    |
| Dr. Brown                 | Harry Basch       | Enric Arredondo                    |
| Oficial de seguretat 1    | Vince Deadrick    | Quim Roca                          |
| Oficial de seguretat 2    | Budd Albright     | Miquel Bonet                       |

## Producció
L'episodi va ser escrit per Robert Bloch, però va rebre reescritures durant el rodatge per Gene Roddenberry. El director del segon pilot "On no ha anat mai cap home", James Goldstone, va ser contractat per dirigir aquest episodi, però a causa de problemes amb el guió, el rodatge va transcórrer en dos dies i Goldstone no fou tornat a contractar.
Sherry Jackson, que interpreta la dona androide Andrea, va dir que tenien un censor al plató per assegurar-se que el seu vestit cobria completament els seus pits i que l'escot lateral no fos visible. També va dir de William Shatner: "He de dir que quan em va besar a la pantalla, realment em va fer un petó!" i que el pit de Shatner s'havia d'afaitar per a les seves escenes de nu a la màquina androide perquè Gene Roddenberry sentia que el capità Kirk no seria pelut.
La referència a les obres de H. P. Lovecraft es va fer breument en el guió de Bloch, amb la seva menció a "els vells" i l'aspecte de les portes trapezoïdals de les cavernes.

## Recepció
Zack Handlen de The A.V. Club va donar a l'episodi una qualificació "B+", assenyalant que la "conspiració repetitiva" va eliminar qualsevol sensació d'amenaça real i que sense la interpretació de Spock o McCoy, el personatge de Kirk és menys interessant.